# Хелеђу (Бакау)
Хелеђу (рум. Helegiu) насеље је у Румунији у округу Бакау у општини Хелеђу. Oпштина се налази на надморској висини од 255 m.

## Становништво
Према подацима из 2002. године у насељу је живело 7291 становника, од којих су сви румунске националности.

### Хронологија
| Година       | 1992 | 1993 | 1994 | 1995 | 1996 | 1997 | 1998 | 1999 | 2000 | 2001 | 2002 | 2003 | 2004 | 2005 | 2006 | 2007 | 2008 | 2009 | 2010 | 2011 | 2012 | 2013 | 2014 | 2015 | 2016 | 2017 |
| ------------ | ---- | ---- | ---- | ---- | ---- | ---- | ---- | ---- | ---- | ---- | ---- | ---- | ---- | ---- | ---- | ---- | ---- | ---- | ---- | ---- | ---- | ---- | ---- | ---- | ---- | ---- |
| Становништво | 7721 | 7595 | 7544 | 7522 | 7446 | 7408 | 7380 | 7399 | 7398 | 7424 | 7431 | 7430 | 7392 | 7353 | 7293 | 7260 | 7210 | 7189 | 7162 | 7101 | 7022 | 6951 | 6849 | 6799 | 6712 | 6648 |